# Rudolf Schlager
Rudolf Schlager (* 20. April 1880 in Graz; † 3. Juni 1957 in Leoben) war ein österreichischer Politiker der Sozialdemokratischen Arbeiterpartei (SdP).

## Ausbildung und Beruf
Nach dem Besuch der Volksschule ging er an eine Berufsschule und lernte den Beruf eines Feilenhauers. Später war er Arbeitersekretär.

## Politische Funktionen
- Mitglied des Gemeinderates von Leoben
- Abgeordneter zum Steiermärkischen Landtag
- Vorsitzender des Arbeiterrates in Leoben
- Obmann des Metallarbeiterverbandes in Leoben/Donawitz

## Politische Mandate
- 4. März 1919 bis 9. November 1920: Mitglied der Konstituierenden Nationalversammlung, SdP
- 10. November 1920 bis 20. November 1923: Mitglied des Nationalrates (I. Gesetzgebungsperiode), SdP
- 20. November 1923 bis 17. Februar 1934: Mitglied des Bundesrates (II., III. und IV. Gesetzgebungsperiode), SdP